# Inglaterra en la Copa Mundial de Fútbol de 1982
Inglaterra es una de las 24 selecciones participantes en la Copa Mundial de Fútbol de España 1982, la que es su séptima participación en un mundial.

## Clasificación

### Grupo 4
| Pos. | País       | Pts | J | G | E | P | GF | GC | GD |
| ---- | ---------- | --- | - | - | - | - | -- | -- | -- |
| 1    | Hungría    | 10  | 8 | 4 | 2 | 2 | 13 | 8  | +5 |
| 2    | Inglaterra | 9   | 8 | 4 | 1 | 3 | 13 | 8  | +5 |
| 3    | Rumania    | 8   | 8 | 2 | 4 | 2 | 5  | 5  | 0  |
| 4    | Suiza      | 7   | 8 | 2 | 3 | 3 | 9  | 12 | −3 |
| 5    | Noruega    | 6   | 8 | 2 | 2 | 4 | 8  | 15 | −7 |

| 10-9-1980 | Inglaterra                                            | 4 – 0   | Noruega | Wembley Stadium, Londres                                          |                                                                   |
|           | McDermott 37', 78(pen) ' · Woodcock 69' · Mariner 85' | Reporte |         | Asistencia: 48,200 espectadores Árbitro(s): Marcel van Langenhove | Asistencia: 48,200 espectadores Árbitro(s): Marcel van Langenhove |

| 15-10-1980 | Rumania                              | 2 – 1   | Inglaterra   | Stadionul 23. August, Bucarest                           |                                                          |
|            | Răducanu 35' · Iordănescu 75' (pen.) | Reporte | Woodcock 64' | Asistencia: 75,000 espectadores Árbitro(s): Ulf Eriksson | Asistencia: 75,000 espectadores Árbitro(s): Ulf Eriksson |

| 19-11-1980 | Inglaterra                      | 2 – 1   | Suiza       | Wembley, Londres                                       |                                                        |
|            | Tanner 23' (a.g.) · Mariner 31' | Reporte | Pfister 76' | Asistencia: 70,000 espectadores Árbitro(s): Jan Keizer | Asistencia: 70,000 espectadores Árbitro(s): Jan Keizer |

| 29-4-1981 | Inglaterra | 0 – 0   | Rumania | Wembley Stadium, Londres                                   |                                                            |
|           |            | Reporte |         | Asistencia: 62,500 espectadores Árbitro(s): Heinz Aldinger | Asistencia: 62,500 espectadores Árbitro(s): Heinz Aldinger |

| 30-5-1981 | Suiza                       | 2 – 1   | Inglaterra    | St. Jakob Stadion, Basel                                 |                                                          |
|           | Scheiwiler 29' · Sulser 31' | Reporte | McDermott 55' | Asistencia: 40,000 espectadores Árbitro(s): Adolf Prokop | Asistencia: 40,000 espectadores Árbitro(s): Adolf Prokop |

| 6-6-1981 | Hungría    | 1 – 3   | Inglaterra                           | Népstadion, Budapest                                      |                                                           |
|          | Garaba 44' | Reporte | Brooking 19' 60' · Keegan 73' (pen.) | Asistencia: 68,000 espectadores Árbitro(s): Paolo Casarin | Asistencia: 68,000 espectadores Árbitro(s): Paolo Casarin |

| 9-9-1981 | Noruega                 | 2 – 1   | Inglaterra | Ullevaal Stadion, Oslo                                     |                                                            |
|          | Lund 35' · Thoresen 41' | Reporte | Robson 15' | Asistencia: 28,500 espectadores Árbitro(s): Jerzy Kacprzak | Asistencia: 28,500 espectadores Árbitro(s): Jerzy Kacprzak |

| 18-11-1981 | Inglaterra  | 1 – 0   | Hungría | Wembley Stadium, Londres                                    |                                                             |
|            | Mariner 16' | Reporte |         | Asistencia: 92,000 espectadores Árbitro(s): Georges Konrath | Asistencia: 92,000 espectadores Árbitro(s): Georges Konrath |

## Jugadores
Estos son los 22 jugadores convocados para el torneo:

## Resultados
Inglaterra fue eliminada en la segunda ronda.

### Grupo 4
| País           | J | G | E | P | GF | GC | GD | PTS |
| -------------- | - | - | - | - | -- | -- | -- | --- |
| Inglaterra     | 3 | 3 | 0 | 0 | 6  | 1  | +5 | 6   |
| Francia        | 3 | 1 | 1 | 1 | 6  | 5  | +1 | 3   |
| Checoslovaquia | 3 | 0 | 2 | 1 | 2  | 4  | −2 | 2   |
| Kuwait         | 3 | 0 | 1 | 2 | 2  | 6  | −4 | 1   |

| 16 de junio de 1982 | Inglaterra                  | 3–1     | Francia   | San Mamés Stadium, Bilbao                                   |                                                             |
|                     | Robson 1' 67' · Mariner 83' | Reporte | Soler 24' | Asistencia: 44,172 espectadores Árbitro(s): António Garrido | Asistencia: 44,172 espectadores Árbitro(s): António Garrido |

| 20 de junio de 1982 | Inglaterra                      | 2–0     | Checoslovaquia | San Mamés Stadium, Bilbao                                  |                                                            |
|                     | Francis 62' · Barmoš 66' (a.g.) | Reporte |                | Asistencia: 41,123 espectadores Árbitro(s): Charles Corver | Asistencia: 41,123 espectadores Árbitro(s): Charles Corver |

| 25 de junio de 1982 | Kuwait | 0-1     | Inglaterra  | San Mamés Stadium, Bilbao                                        |                                                                  |
|                     |        | Reporte | Francis 27' | Asistencia: 39,700 espectadores Árbitro(s): Gilberto Aristizábal | Asistencia: 39,700 espectadores Árbitro(s): Gilberto Aristizábal |

### Grupo B
| País             | J | G | E | P | GF | GC | GD | PTS |
| ---------------- | - | - | - | - | -- | -- | -- | --- |
| Alemania Federal | 2 | 1 | 1 | 0 | 2  | 1  | +1 | 3   |
| Inglaterra       | 2 | 0 | 2 | 0 | 0  | 0  | 0  | 2   |
| España           | 2 | 0 | 1 | 1 | 1  | 2  | −1 | 1   |

| 29 de junio de 1982 | Inglaterra | 0–0     | Alemania Federal | Estadio Santiago Bernabéu, Madrid                                |                                                                  |
|                     |            | Reporte |                  | Asistencia: 75,000 espectadores Árbitro(s): Arnaldo Cézar Coelho | Asistencia: 75,000 espectadores Árbitro(s): Arnaldo Cézar Coelho |

| 5 de julio de 1982 | España | 0–0     | Inglaterra | Estadio Santiago Bernabéu, Madrid                         |                                                           |
|                    |        | Reporte |            | Asistencia: 75,000 espectadores Árbitro(s): Alexis Ponnet | Asistencia: 75,000 espectadores Árbitro(s): Alexis Ponnet |